# 황즙 입안문건
황즙 입안문건은 경기도 고양시 덕양구에 있다. 2018년 7월 17일 고양시의 향토문화재 제66호로 지정되었다.

## 지정 사유
'황즙 입안문건'은 황치신의 후손 황즙이 충남 보령으로 낙향하여 살던 중 1717년 화재로 모든 재산 문적이 소실되자 조정의 재가를 받기 위해 1776년 작성한 것이다.
해당 문화재는 장수황씨 문중에서 대대로 내려온 문서로 고양 지역에 세거한 장수황씨 문중에 대한 기록을 남기고 있으며, 조선후기 사유 재산에 대한 사항 등도 살펴 볼 수 있는 유물이라는 점에서 역사적ㆍ사료적ㆍ향토적 가치가 높다.